# Diyarbakır (Provinz)
Diyarbakır (osmanisch دیاربکر Diyâr-i Bekr, deutsch ‚Land von Bekr‘, syrisch ܐܡܕ Amed bzw. ܐܡܝܕ Amid, kurdisch Amed) ist eine Provinz im Südosten der Türkei, mit der Hauptstadt Diyarbakır. Die Provinz beherbergte Ende 2020 1.783.431 Einwohner auf 15.101 km² Fläche. Nachbarprovinzen sind Malatya, Elazığ, Bingöl, Muş, Batman, Mardin, Şanlıurfa und Adıyaman. Diyarbakır liegt geografisch gesehen in Nordmesopotamien und hat eine sehr lange Geschichte.

## Geographie
Diyarbakır ist eine von Bergen umgebene Provinz. Zu Mitte hin befindet sich eine Senke, welche von West nach Ost verläuft und größtenteils vom Tigris geformt worden ist. Im Norden befindet sich der Taurus, der die Regionen Ostanatolien und Südostanatolien voneinander trennt. Im Südwesten, an der Grenze zur Provinz Şanliurfa, liegt der 1957 m hohe Karacadağ, ein erloschener Vulkan. Seine erstarrten Lavamassen reichen bis zur Tigris-Senke.
Der wichtigste Fluss der Provinz ist der Tigris, der, aus Elazığ kommend, durch die Provinz fließt. Er fließt an der Stadt Diyarbakır vorbei und nimmt noch andere Flüsse auf, bevor er nach Süden fließt. Im Nordwesten streift ein Nebenfluss des Euphrat die Provinz. Im Rahmen des Südostanatolien-Projektes wurden mehrere Staudämme errichtet.

## Verwaltungsgliederung
Diyarbakır ist seit 1993 eine Großstadt (Büyükşehir belediyesi). Bereits 2008 wurde der zentrale Landkreis (Merkez) aufgeteilt in die vier neuen İlçe Bağlar, Kayapınar, Sur und Yenişehir. Nach einer Verwaltungsreform 2014 (nach der Kommunalwahl am 30. März 2014) wurden alle Landkreise direkt dem Oberbürgermeister von Diyarbakır unterstellt. Die ehemaligen Bürgermeister der Gemeinden (Belediye) wurden auf den Rang eines Muhtars heruntergestuft. Somit wurden die 17 Landkreise gleichzeitig zu Stadtbezirken. Die Provinz Diyarbakır setzt sich aus folgenden İlçes zusammen:
| Kreis- code 1         | Landkreis İlçe        | Fläche 2 (km²) | Bevölkerung am 31.12.2020 3 | Bevölkerung am 31.12.2020 3 | Bevölkerung am 31.12.2020 3 | Anzahl der Mahalle | Bevölke- rungs- dichte (Einw./km²) | Sex Ratio 4 Frauen auf 1000 Männer | Grün- dungs datum 5, 6 |
| Kreis- code 1         | Landkreis İlçe        | Fläche 2 (km²) | Gesamt                      | männlich                    | weiblich                    | Anzahl der Mahalle | Bevölke- rungs- dichte (Einw./km²) | Sex Ratio 4 Frauen auf 1000 Männer | Grün- dungs datum 5, 6 |
| --------------------- | --------------------- | -------------- | --------------------------- | --------------------------- | --------------------------- | ------------------ | ---------------------------------- | ---------------------------------- | ---------------------- |
| 2040                  | Bağlar                | 429            | 399.499                     | 200.694                     | 198.805                     | 48                 | 931,2                              | 991                                | 2008                   |
| 1195                  | Bismil                | 1.679          | 118.605                     | 59.254                      | 59.351                      | 122                | 70,6                               | 1002                               | 1936                   |
| 1249                  | Çermik (zaz. Çêrmûg)  | 948            | 51.058                      | 25.666                      | 25.392                      | 81                 | 53,9                               | 989                                |                        |
| 1253                  | Çınar                 | 1.934          | 76.798                      | 38.615                      | 38.183                      | 100                | 39,7                               | 989                                | 1937                   |
| 1263                  | Çüngüş (zaz. Sankus)  | 512            | 11.293                      | 5.696                       | 5.597                       | 40                 | 22,1                               | 983                                | 1953                   |
| 1278                  | Dicle (zaz. Pîran)    | 738            | 37.534                      | 18.989                      | 18.545                      | 47                 | 50,9                               | 977                                | 1936                   |
| 1791                  | Eğil (zaz. Gêl)       | 449            | 22.381                      | 11.288                      | 11.093                      | 30                 | 49,8                               | 983                                | 1987                   |
| 1315                  | Ergani (kurd. Erxanî) | 1.510          | 134.497                     | 68.217                      | 66.280                      | 102                | 89,1                               | 972                                | 1926                   |
| 1381                  | Hani (zaz. Hêni)      | 436            | 33.048                      | 16.902                      | 16.146                      | 26                 | 75,8                               | 955                                | 1958                   |
| 1389                  | Hazro                 | 426            | 16.779                      | 8.540                       | 8.239                       | 31                 | 39,4                               | 965                                | 1954                   |
| 2041                  | Kayapınar             | 480            | 400.905                     | 202.923                     | 197.982                     | 34                 | 835,2                              | 976                                | 2008                   |
| 1962                  | Kocaköy (kurd. Karaz) | 248            | 15.974                      | 8.134                       | 7.840                       | 22                 | 64,4                               | 964                                | 1990                   |
| 1490                  | Kulp (kurd. Pasûr)    | 1.493          | 35.449                      | 17.787                      | 17.662                      | 58                 | 23,7                               | 993                                |                        |
| 1504                  | Lice (kurd. Pîran)    | 982            | 25.027                      | 13.121                      | 11.906                      | 70                 | 25,5                               | 907                                |                        |
| 1624                  | Silvan                | 1.252          | 87.639                      | 44.315                      | 43.324                      | 93                 | 70,0                               | 978                                |                        |
| 2042                  | Sur                   | 1.227          | 102.114                     | 51.343                      | 50.771                      | 100                | 83,2                               | 989                                | 2008                   |
| 2043                  | Yenişehir             | 358            | 214.831                     | 108.032                     | 106.799                     | 42                 | 600,1                              | 989                                | 2008                   |
| PROVINZ 21 Diyarbakır | PROVINZ 21 Diyarbakır | 15.101         | 1.783.431                   | 899.516                     | 883.915                     | 1046               | 118,1                              | 983                                |                        |

## Bevölkerung
Die Bevölkerungsmehrheit stellen die Kurden. Die hier lebenden Kurden sprechen meist Kurmandschi. In den Landkreisen Çermik, Çüngüş, Eğil, Dicle, Hani und Teilen von Lice dominiert jedoch das Zazaische. Von den einst zehntausenden christlichen Armeniern und Aramäern leben seit den Massakern nur noch etwa 60 Personen in der Provinzhauptstadt Diyarbakır. Die Christen leben hauptsächlich im Stadtteil Hançepek (im Volksmund Gâvur Mahallesi, deutsch Ungläubigenviertel, genannt). Abgesehen von dieser relativ kleinen christlichen Minderheit in der Provinzhauptstadt Diyarbakır und den alevitischen Türken im Landkreis Bismil sind alle Bewohner sunnitische Muslime. Einst gab es eine beträchtliche Anzahl von Jesiden, die überwiegend nach Westeuropa auswanderten.
Bismil verfügte bis vor ein paar Jahrzehnten auch über eine größere türkischstämmige Bevölkerung. Die meisten sind spätestens seit Ende der 1980er oder der frühen 1990er Jahre in die westlichen Großstädte gezogen. Die Dörfer Aralık, Bakacak, Eliaçık, Karamusa, Köseli, Recep, Türkmenhacı und Ulutürk in der Umgebung von Bismil und Çermik haben noch immer eine türkische Bevölkerungsmehrheit.

### Ergebnisse der Bevölkerungsfortschreibung
Nachfolgende Tabelle zeigt die jährliche Bevölkerungsentwicklung nach der Fortschreibung durch das 2007 eingeführte adressierbare Einwohnerregister (ADNKS). Zusätzlich sind die Bevölkerungswachstumsrate und das Geschlechterverhältnis (Sex Ratio d. h. die rechnerisch ermittelte Anzahl der Frauen pro 1000 Männer) aufgeführt. Der Zensus von 2011 ermittelte 1.561.110 Einwohner, das sind fast 200.000 Einwohner mehr als zum Zensus 2000.

| Jahr | Bevölkerung am Jahresende | Bevölkerung am Jahresende | Bevölkerung am Jahresende | Wachstums- rate der Be- völkerung (in %) | Geschlechter verhältnis (Frauen auf 1000 Männer) | Rang (unter den 81 Provinzen) |
| Jahr | gesamt                    | männlich                  | weiblich                  | Wachstums- rate der Be- völkerung (in %) | Geschlechter verhältnis (Frauen auf 1000 Männer) | Rang (unter den 81 Provinzen) |
| ---- | ------------------------- | ------------------------- | ------------------------- | ---------------------------------------- | ------------------------------------------------ | ----------------------------- |
| 2020 | 1.783.431                 | 899.516                   | 883.915                   | 1,54                                     | 983                                              | 12                            |
| 2019 | 1.756.353                 | 886.190                   | 870.163                   | 1,38                                     | 982                                              | 12                            |
| 2018 | 1.732.396                 | 875.468                   | 856.928                   | 1,91                                     | 979                                              | 12                            |
| 2017 | 1.699.901                 | 857.070                   | 842.831                   | 1,60                                     | 983                                              | 12                            |
| 2016 | 1.673.119                 | 844.011                   | 829.108                   | 1,14                                     | 982                                              | 12                            |
| 2015 | 1.654.196                 | 834.354                   | 819.842                   | 1,17                                     | 983                                              | 12                            |
| 2014 | 1.635.048                 | 824.133                   | 810.915                   | 1,72                                     | 984                                              | 12                            |
| 2013 | 1.607.437                 | 809.791                   | 797.646                   | 0,96                                     | 985                                              | 12                            |
| 2012 | 1.592.167                 | 804.952                   | 787.215                   | 1,35                                     | 978                                              | 12                            |
| 2011 | 1.570.943                 | 795.894                   | 775.049                   | 2,75                                     | 974                                              | 12                            |
| 2010 | 1.528.958                 | 767.503                   | 761.455                   | 0,92                                     | 992                                              | 12                            |
| 2009 | 1.515.011                 | 767.926                   | 747.085                   | 1,49                                     | 973                                              | 12                            |
| 2008 | 1.492.828                 | 757.497                   | 735.331                   | 2,20                                     | 971                                              | 11                            |
| 2007 | 1.460.714                 | 735.561                   | 725.153                   | −7,19                                    | 986                                              | 11                            |
| 2000 | 1.362.708                 | 692.167                   | 670.541                   |                                          | 969                                              | 10                            |

### Volkszählungsergebnisse
Nachfolgende Tabellen geben den bei den 15 Volkszählungen dokumentierten Einwohnerstand der Provinz Diyarbakır wieder. Die Werte der linken Tabelle entstammen E-Books (der Originaldokumente) entnommen, die Werte der rechten Tabelle basieren aus der Datenabfrage des Türkischen Statistikinstituts TÜIK
| Jahr | Bevölkerung am Zensustag | Bevölkerung am Zensustag | Anteil in %        | Rang |
| Jahr | Türkei                   | Provinz Diyarbakır       | Provinz Diyarbakır | Rang |
| ---- | ------------------------ | ------------------------ | ------------------ | ---- |
| 1927 | 13.648.270               | 194.183                  | 1,42               | 32   |
| 1935 | 16.158.018               | 214.142                  | 1,33               | 38   |
| 1940 | 17.820.950               | 257.321                  | 1,44               | 33   |
| 1945 | 18.790.174               | 249.949                  | 1,33               | 37   |
| 1950 | 20.947.188               | 293.738                  | 1,40               | 35   |
| 1955 | 24.064.763               | 343.903                  | 1,43               | 29   |
| 1960 | 27.754.820               | 401.884                  | 1,45               | 20   |

| Jahr | Bevölkerung am Zensustag | Bevölkerung am Zensustag | Anteil in %        | Rang |
| Jahr | Türkei                   | Provinz Diyarbakır       | Provinz Diyarbakır | Rang |
| ---- | ------------------------ | ------------------------ | ------------------ | ---- |
| 1965 | 31.391.421               | 475.916                  | 1,52               | 25   |
| 1970 | 35.605.176               | 581.208                  | 1,63               | 20   |
| 1975 | 40.347.719               | 651.233                  | 1,61               | 21   |
| 1980 | 44.736.957               | 778.150                  | 1,74               | 16   |
| 1985 | 50.664.458               | 934.505                  | 1,84               | 13   |
| 1990 | 56.473.035               | 1.094.996                | 1,94               | 13   |
| 2000 | 67.803.927               | 1.362.708                | 2,01               | 10   |
| 2011 | 74.525.696               | 1.561.110                | 2,09               | 12   |

Anzahl der Provinzen bezogen auf die Censusjahre:
- 1927, 1940 bis 1950: 63 Provinzen
- 1935: 57 Provinzen
- 1955: 67 Provinzen
- 1960 bis 1985: 73 Provinzen
- 1990: 73 Provinzen
- 2000: 81 Provinzen

### Detaillierte Volkszählungsergebnisse
| Jahr | Gesamtbevölkerung | Gesamtbevölkerung | Gesamtbevölkerung | Stadtbevölkerung | Stadtbevölkerung | Stadtbevölkerung | Landbevölkerung | Landbevölkerung | Landbevölkerung |
| Jahr | Gesamt            | männlich          | weiblich          | Gesamt           | männlich         | weiblich         | Gesamt          | männlich        | weiblich        |
| ---- | ----------------- | ----------------- | ----------------- | ---------------- | ---------------- | ---------------- | --------------- | --------------- | --------------- |
| 1927 | 194.183           | 97.435            | 96.748            | 47.397           | 27.195           | 20.202           | 146.786         | 70.240          | 76.546          |
| 1935 | 214.142           | 107.229           | 106.913           | 50.316           | 27.706           | 22.610           | 163.826         | 79.523          | 84.303          |
| 1940 | 257.321           | 133.050           | 124.271           | 66.103           | 37.519           | 28.584           | 191.218         | 95.531          | 95.687          |
| 1945 | 249.949           | 127.466           | 122.483           | 63.377           | 34.562           | 28.815           | 186.572         | 92.904          | 93.668          |
| 1950 | 293.738           | 150.560           | 143.178           | 72.267           | 39.381           | 32.886           | 221.471         | 111.179         | 110.292         |
| 1955 | 343.903           | 177.833           | 166.070           | 98.798           | 53.798           | 45.000           | 245.105         | 124.035         | 121.070         |
| 1960 | 401.884           | 208.650           | 193.234           | 124.718          | 68.429           | 56.289           | 277.166         | 140.221         | 136.945         |
| 1965 | 475.916           | 249.874           | 226.042           | 162.467          | 89.951           | 72.516           | 313.449         | 159.923         | 153.529         |
| 1970 | 581.208           | 302.237           | 278.971           | 238.504          | 129.686          | 108.818          | 342.704         | 172.551         | 170.153         |
| 1975 | 651.233           | 343.797           | 307.436           | 281.960          | 155.823          | 126.137          | 369.273         | 187.974         | 181.299         |
| 1980 | 778.150           | 403.603           | 374.547           | 374.264          | 197.468          | 176.796          | 403.886         | 206.135         | 197.751         |
| 1985 | 934.505           | 480.703           | 453.802           | 472.055          | 249.531          | 222.524          | 462.450         | 231.172         | 231.278         |
| 1990 | 1.094.996         | 559.446           | 535.550           | 600.640          | 314.180          | 286.460          | 494.356         | 245.266         | 249.090         |
| 2000 | 1.362.708         | 692.167           | 670.541           | 817.692          | 420.712          | 396.980          | 545.016         | 271.455         | 273.561         |

## Persönlichkeiten
- Veli Acar (* 1981), Fußballspieler
- Ahmet Arif (1927–1991), Dichter
- Bernas Avşar (* 1980), deutschsprachiger Rapper
- Eyşe Şan (1938–1996), Kurdische Musikerin
- Zabelle C. Boyajian (1873–1957), britische Malerin und Schriftstellerin
- Oya Aydoğan (1957–2016), Schauspielerin
- Osman Baydemir (* 1971), Politiker
- Mehmed Emîn Bozarslan (* 1934), Schriftsteller
- Mihran Dabag (* 1944), Politologe und Soziologe
- Abdussamed Diyarbekri (Ende 15. Jahrhundert–1542), osmanischer Historiker
- Emrah (* 1971), Sänger und Schauspieler
- Naum Faiq (1868–1930), assyrischer Journalist, Lehrer und Dichter
- Mahmut Tekdemir (* 1988), Fußballer
- Ziya Gökalp (1876–1924), Politologe
- Nazmi Kırık (* 1976), Schauspieler
- Mahsun Kırmızıgül (* 1969), Sänger
- Kevork Malikyan (* 1943), Schauspieler
- Mıgırdiç Margosyan (1938–2022), Schriftsteller
- Süleyman Nazif (1870–1927), Gouverneur und Journalist
- Hatip Dicle (* 1954), Kurdischer Politiker
- Fâik Âli Ozansoy, Gouverneur und Dichter
- Coşkun Sabah (* 1952), Oudspieler
- Samuel-Agop Uluçyan (1925–2002), Schauspieler
- Oktay Vural (* 1956), Abgeordneter der rechtsextremen Nationalistischen Bewegungspartei (MHP)
- Leyla Zana (* 1961), Politikerin
- Rupen Zartaryan (1874–1915), Schriftsteller und Völkermordopfer